# چنارخشکه
چنارخشکه، روستایی از توابع بخش مرکزی شهرستان خرم‌آباد در استان لرستان ایران است. اکثر جمعیت این روستا از مردم سادات خلفوند  تشکیل شده است. این روستا روی یک تپه قرار داشته که در پایین دست آن یک رودخانه زیبا وجود دارد و تماشای کوه‌ها و جنگلهای زیبای بلوط اطراف روستا احساس خوبی را برای بازدید کنندگان به همراه خواهد داشت.
فاصله روستا تا خرم‌آباد ۲۵کیلومتر است از دیدنی‌های روستا می توان به رودخانه، چشمه آب معدنی در جنوب روستا و جنگل های بلوط اطراف اشاره کرد.

## جمعیت
این روستا در دهستان کاکاشرف قرار دارد و براساس سرشماری مرکز آمار ایران در سال ۱۳۹۵، جمعیت آن ۱۰۸ نفر (۳۲ خانوار) بوده‌است.